# Ramariopsis
Ramariopsis (Donk) Corner (koralownik) – rodzaj grzybów z rodziny goździeńcowatych (Clavariaceae). W Polsce występują dwa gatunki.

## Systematyka i nazewnictwo
Pozycja w klasyfikacji według Index Fungorum: Clavariaceae, Agaricales, Agaricomycetidae, Agaricomycetes, Agaricomycotina, Basidiomycota, Fungi.
Polską nazwę nadał Władysław Wojewoda w 1999 r. Synonimy nazwy naukowej: Clavaria subgen. Ramariopsis Donk.
Gatunki występujące w Polsce:
- Ramariopsis bicolor R.H. Petersen 1988[4]
- Ramariopsis citrina Schild 1971[4]
- Ramariopsis crocea (Pers.) Corner 1950[4]
- Ramariopsis kunzei (Fr.) Corner 1950 – koralownik białawy
- Ramariopsis pulchella (Boud.) Corner 1950[5]
- Ramariopsis subtilis (Pers.) R.H. Petersen 1978 – tzw. goździeniowiec drobny[4]
- Ramariopsis tenuiramosa Corner 1950

Nazwy naukowe na podstawie Index Fungorum. Wykaz gatunków i nazwy polskie według Władysława Wojewody i innych.